# Silvana Cristina dos Santos
Silvana Cristina dos Santos   (São Paulo) és una biòloga i investigadora brasilera especialitzada en alteracions genètiques. Treballa com a professora de la Universitat Estatal de Paraíba.

## Carrera
Santos és graduada en Biologia per la Universitat de São Paulo. A començaments de la dècada del 2000, quan cursava el doctorat, va saber d'una veïna que patia d'una estranya malaltia no diagnosticada. La dona va explicar que diverses persones de la seva localitat natal, Serrinha dos Pintos (un municipi amb poc més de 4.000 habitants a l'oest de l'estat de Rio Grande do Norte), patien els mateixos símptomes. Santos s'hi va desplaçar i va examinar grup de pacients amb una malaltia neurodegenerativa autosòmica recessiva que causava paraplegia espàstica hereditària, atròfia òptica i neuropatia. Per les sigles en anglès d'aquests tres símptomes, va ser batejada amb el nom de Síndrome de Spoan.
Durant els exàmens, va visitar altres pobles del sertão potiguar, on va trobar-se amb altres desordres genètics. A Riacho de Santana, a 60 km de Serrinha, va localitzar un nombre elevat de pacients amb deformacions a les extremitats. Les proves genètiques realitzades a la regió, va desvetllar un elevat índex de consanguinitat, el que seria una de les principals causes tant de la síndrome com del focus tan reduït on es van trobar els casos. La diagnosi ha permès encetar campanyes informatives per informar a la població en edat reproductiva d'aquestes alteracions hereditàries, i per al tractament dels símptomes i s'han creat campanyes per al tractament pal·liatiu dels símptomes, que d'altra banda són irreversibles.

## Premis
A finals de 2024, la BBC va incloure-la en la seva llista 100 Women, que reconeix a les dones més influents de l'any a nivell mundial.

## Publicacions científiques
- Macedo‐Souza, Lucia I.; Kok, Fernando; Santos, Silvana; Amorim, Simone C.; Starling, Alessandra «Spastic paraplegia, optic atrophy, and neuropathy is linked to chromosome 11q13» (en anglès). Annals of Neurology, 57, 5, 5-2005, pàg. 730–737. DOI: 10.1002/ana.20478. ISSN: 0364-5134.
- Santos, Silvana; Bizzo, Nelio «From “new genetics” to everyday knowledge: Ideas about how genetic diseases are transmitted in two large Brazilian families» (en anglès). Science Education, 89, 4, 7-2005, pàg. 564–576. DOI: 10.1002/sce.20062. ISSN: 0036-8326.
- Macedo‐Souza, Lúcia Inês; Kok, Fernando; Santos, Silvana; Licinio, Luciana; Lezirovitz, Karina «Spastic Paraplegia, Optic Atrophy, and Neuropathy: New Observations, Locus Refinement, and Exclusion of Candidate Genes» (en anglès). Annals of Human Genetics, 73, 3, 5-2009, pàg. 382–387. DOI: 10.1111/j.1469-1809.2009.00507.x. ISSN: 0003-4800.
- Santos, Silvana; Kok, Fernando; Weller, Mathias; Paiva, Francisco Rennan Lopes de; Otto, Paulo A. «Inbreeding levels in Northeast Brazil: strategies for the prospecting of new genetic disorders». Genetics and Molecular Biology, 33, 2, 12-03-2010, pàg. 220–223. DOI: 10.1590/S1415-47572010005000020. ISSN: 1678-4685. PMC: PMC3036858. PMID: 21637472.
- Weller, Mathias; Tanieri, Marina; Pereira, Josecleide Calixto; Almeida, Ednno Dos Santos; Kok, Fernando; Santos, Silvana «Consanguineous unions and the burden of disability: A population‐based study in communities of Northeastern Brazil» (en anglès). American Journal of Human Biology, 24, 6, 11-2012, pàg. 835–840. DOI: 10.1002/ajhb.22328. ISSN: 1042-0533.